# Klamath-bjergene
Klamath-bjergene er en bjergkæde i det nordvestlige Californien og sydvestlige Oregon, USA. Højeste punkt er Mount Eddy (2.750 m). Vinter-klimaet er moderat koldt med kraftigt snefald, mens sommer-klimaet er tørt og varmt. Bjergene har en unik flora omfattende en del specielle træer, bl.a. Ædel-Cypres og Hænge-Gran.
| Bjerg | Spire Denne artikel om et bjerg eller en bjergkæde er en spire som bør udbygges. Du er velkommen til at hjælpe Wikipedia ved at udvide den. |

41°19′N 122°29′V / 41.32°N 122.48°V